# Miraie
Le Miraie (ex-Akogare) est un trois-mâts goélette japonais de classe A (Sail Training International). Son port d'attache actuel est Osaka et son immatriculation IMO est 9044528.
Miraie, anciennement Akogare, a été construit en 1993 sur le chantier naval Sumitomo Heavy Industries, Ltd. au Japon pour la ville d'Osaka comme unique grand navire privé appartenant à une administration locale japonaise. Il sert de navire-école au sein d'une association.
|                |
| à Osaka (2006) |

|                   |
| à Yokohama (2011) |

|                 |
| figure de proue |